# Hamacreadium mutabile
Hamacreadium mutabile är en plattmaskart. Hamacreadium mutabile ingår i släktet Hamacreadium och familjen Opecoelidae. Inga underarter finns listade i Catalogue of Life.